# Vsevolod Rauzer
|   | a | b | c | d | e | f | g | h |   |
| 8 | a8 preto torre · c8 preto bispo · d8 preto rainha · e8 preto rei · f8 preto bispo · h8 preto torre · a7 preto peão · b7 preto peão · e7 preto peão · f7 preto peão · g7 preto peão · h7 preto peão · c6 preto cavalo · d6 preto peão · f6 preto cavalo · g5 branco bispo · d4 branco cavalo · e4 branco peão · c3 branco cavalo · a2 branco peão · b2 branco peão · c2 branco peão · f2 branco peão · g2 branco peão · h2 branco peão · a1 branco torre · d1 branco rainha · e1 branco rei · f1 branco bispo · h1 branco torre | a8 preto torre · c8 preto bispo · d8 preto rainha · e8 preto rei · f8 preto bispo · h8 preto torre · a7 preto peão · b7 preto peão · e7 preto peão · f7 preto peão · g7 preto peão · h7 preto peão · c6 preto cavalo · d6 preto peão · f6 preto cavalo · g5 branco bispo · d4 branco cavalo · e4 branco peão · c3 branco cavalo · a2 branco peão · b2 branco peão · c2 branco peão · f2 branco peão · g2 branco peão · h2 branco peão · a1 branco torre · d1 branco rainha · e1 branco rei · f1 branco bispo · h1 branco torre | a8 preto torre · c8 preto bispo · d8 preto rainha · e8 preto rei · f8 preto bispo · h8 preto torre · a7 preto peão · b7 preto peão · e7 preto peão · f7 preto peão · g7 preto peão · h7 preto peão · c6 preto cavalo · d6 preto peão · f6 preto cavalo · g5 branco bispo · d4 branco cavalo · e4 branco peão · c3 branco cavalo · a2 branco peão · b2 branco peão · c2 branco peão · f2 branco peão · g2 branco peão · h2 branco peão · a1 branco torre · d1 branco rainha · e1 branco rei · f1 branco bispo · h1 branco torre | a8 preto torre · c8 preto bispo · d8 preto rainha · e8 preto rei · f8 preto bispo · h8 preto torre · a7 preto peão · b7 preto peão · e7 preto peão · f7 preto peão · g7 preto peão · h7 preto peão · c6 preto cavalo · d6 preto peão · f6 preto cavalo · g5 branco bispo · d4 branco cavalo · e4 branco peão · c3 branco cavalo · a2 branco peão · b2 branco peão · c2 branco peão · f2 branco peão · g2 branco peão · h2 branco peão · a1 branco torre · d1 branco rainha · e1 branco rei · f1 branco bispo · h1 branco torre | a8 preto torre · c8 preto bispo · d8 preto rainha · e8 preto rei · f8 preto bispo · h8 preto torre · a7 preto peão · b7 preto peão · e7 preto peão · f7 preto peão · g7 preto peão · h7 preto peão · c6 preto cavalo · d6 preto peão · f6 preto cavalo · g5 branco bispo · d4 branco cavalo · e4 branco peão · c3 branco cavalo · a2 branco peão · b2 branco peão · c2 branco peão · f2 branco peão · g2 branco peão · h2 branco peão · a1 branco torre · d1 branco rainha · e1 branco rei · f1 branco bispo · h1 branco torre | a8 preto torre · c8 preto bispo · d8 preto rainha · e8 preto rei · f8 preto bispo · h8 preto torre · a7 preto peão · b7 preto peão · e7 preto peão · f7 preto peão · g7 preto peão · h7 preto peão · c6 preto cavalo · d6 preto peão · f6 preto cavalo · g5 branco bispo · d4 branco cavalo · e4 branco peão · c3 branco cavalo · a2 branco peão · b2 branco peão · c2 branco peão · f2 branco peão · g2 branco peão · h2 branco peão · a1 branco torre · d1 branco rainha · e1 branco rei · f1 branco bispo · h1 branco torre | a8 preto torre · c8 preto bispo · d8 preto rainha · e8 preto rei · f8 preto bispo · h8 preto torre · a7 preto peão · b7 preto peão · e7 preto peão · f7 preto peão · g7 preto peão · h7 preto peão · c6 preto cavalo · d6 preto peão · f6 preto cavalo · g5 branco bispo · d4 branco cavalo · e4 branco peão · c3 branco cavalo · a2 branco peão · b2 branco peão · c2 branco peão · f2 branco peão · g2 branco peão · h2 branco peão · a1 branco torre · d1 branco rainha · e1 branco rei · f1 branco bispo · h1 branco torre | a8 preto torre · c8 preto bispo · d8 preto rainha · e8 preto rei · f8 preto bispo · h8 preto torre · a7 preto peão · b7 preto peão · e7 preto peão · f7 preto peão · g7 preto peão · h7 preto peão · c6 preto cavalo · d6 preto peão · f6 preto cavalo · g5 branco bispo · d4 branco cavalo · e4 branco peão · c3 branco cavalo · a2 branco peão · b2 branco peão · c2 branco peão · f2 branco peão · g2 branco peão · h2 branco peão · a1 branco torre · d1 branco rainha · e1 branco rei · f1 branco bispo · h1 branco torre | 8 |
| 7 | a8 preto torre · c8 preto bispo · d8 preto rainha · e8 preto rei · f8 preto bispo · h8 preto torre · a7 preto peão · b7 preto peão · e7 preto peão · f7 preto peão · g7 preto peão · h7 preto peão · c6 preto cavalo · d6 preto peão · f6 preto cavalo · g5 branco bispo · d4 branco cavalo · e4 branco peão · c3 branco cavalo · a2 branco peão · b2 branco peão · c2 branco peão · f2 branco peão · g2 branco peão · h2 branco peão · a1 branco torre · d1 branco rainha · e1 branco rei · f1 branco bispo · h1 branco torre | a8 preto torre · c8 preto bispo · d8 preto rainha · e8 preto rei · f8 preto bispo · h8 preto torre · a7 preto peão · b7 preto peão · e7 preto peão · f7 preto peão · g7 preto peão · h7 preto peão · c6 preto cavalo · d6 preto peão · f6 preto cavalo · g5 branco bispo · d4 branco cavalo · e4 branco peão · c3 branco cavalo · a2 branco peão · b2 branco peão · c2 branco peão · f2 branco peão · g2 branco peão · h2 branco peão · a1 branco torre · d1 branco rainha · e1 branco rei · f1 branco bispo · h1 branco torre | a8 preto torre · c8 preto bispo · d8 preto rainha · e8 preto rei · f8 preto bispo · h8 preto torre · a7 preto peão · b7 preto peão · e7 preto peão · f7 preto peão · g7 preto peão · h7 preto peão · c6 preto cavalo · d6 preto peão · f6 preto cavalo · g5 branco bispo · d4 branco cavalo · e4 branco peão · c3 branco cavalo · a2 branco peão · b2 branco peão · c2 branco peão · f2 branco peão · g2 branco peão · h2 branco peão · a1 branco torre · d1 branco rainha · e1 branco rei · f1 branco bispo · h1 branco torre | a8 preto torre · c8 preto bispo · d8 preto rainha · e8 preto rei · f8 preto bispo · h8 preto torre · a7 preto peão · b7 preto peão · e7 preto peão · f7 preto peão · g7 preto peão · h7 preto peão · c6 preto cavalo · d6 preto peão · f6 preto cavalo · g5 branco bispo · d4 branco cavalo · e4 branco peão · c3 branco cavalo · a2 branco peão · b2 branco peão · c2 branco peão · f2 branco peão · g2 branco peão · h2 branco peão · a1 branco torre · d1 branco rainha · e1 branco rei · f1 branco bispo · h1 branco torre | a8 preto torre · c8 preto bispo · d8 preto rainha · e8 preto rei · f8 preto bispo · h8 preto torre · a7 preto peão · b7 preto peão · e7 preto peão · f7 preto peão · g7 preto peão · h7 preto peão · c6 preto cavalo · d6 preto peão · f6 preto cavalo · g5 branco bispo · d4 branco cavalo · e4 branco peão · c3 branco cavalo · a2 branco peão · b2 branco peão · c2 branco peão · f2 branco peão · g2 branco peão · h2 branco peão · a1 branco torre · d1 branco rainha · e1 branco rei · f1 branco bispo · h1 branco torre | a8 preto torre · c8 preto bispo · d8 preto rainha · e8 preto rei · f8 preto bispo · h8 preto torre · a7 preto peão · b7 preto peão · e7 preto peão · f7 preto peão · g7 preto peão · h7 preto peão · c6 preto cavalo · d6 preto peão · f6 preto cavalo · g5 branco bispo · d4 branco cavalo · e4 branco peão · c3 branco cavalo · a2 branco peão · b2 branco peão · c2 branco peão · f2 branco peão · g2 branco peão · h2 branco peão · a1 branco torre · d1 branco rainha · e1 branco rei · f1 branco bispo · h1 branco torre | a8 preto torre · c8 preto bispo · d8 preto rainha · e8 preto rei · f8 preto bispo · h8 preto torre · a7 preto peão · b7 preto peão · e7 preto peão · f7 preto peão · g7 preto peão · h7 preto peão · c6 preto cavalo · d6 preto peão · f6 preto cavalo · g5 branco bispo · d4 branco cavalo · e4 branco peão · c3 branco cavalo · a2 branco peão · b2 branco peão · c2 branco peão · f2 branco peão · g2 branco peão · h2 branco peão · a1 branco torre · d1 branco rainha · e1 branco rei · f1 branco bispo · h1 branco torre | a8 preto torre · c8 preto bispo · d8 preto rainha · e8 preto rei · f8 preto bispo · h8 preto torre · a7 preto peão · b7 preto peão · e7 preto peão · f7 preto peão · g7 preto peão · h7 preto peão · c6 preto cavalo · d6 preto peão · f6 preto cavalo · g5 branco bispo · d4 branco cavalo · e4 branco peão · c3 branco cavalo · a2 branco peão · b2 branco peão · c2 branco peão · f2 branco peão · g2 branco peão · h2 branco peão · a1 branco torre · d1 branco rainha · e1 branco rei · f1 branco bispo · h1 branco torre | 7 |
| 6 | a8 preto torre · c8 preto bispo · d8 preto rainha · e8 preto rei · f8 preto bispo · h8 preto torre · a7 preto peão · b7 preto peão · e7 preto peão · f7 preto peão · g7 preto peão · h7 preto peão · c6 preto cavalo · d6 preto peão · f6 preto cavalo · g5 branco bispo · d4 branco cavalo · e4 branco peão · c3 branco cavalo · a2 branco peão · b2 branco peão · c2 branco peão · f2 branco peão · g2 branco peão · h2 branco peão · a1 branco torre · d1 branco rainha · e1 branco rei · f1 branco bispo · h1 branco torre | a8 preto torre · c8 preto bispo · d8 preto rainha · e8 preto rei · f8 preto bispo · h8 preto torre · a7 preto peão · b7 preto peão · e7 preto peão · f7 preto peão · g7 preto peão · h7 preto peão · c6 preto cavalo · d6 preto peão · f6 preto cavalo · g5 branco bispo · d4 branco cavalo · e4 branco peão · c3 branco cavalo · a2 branco peão · b2 branco peão · c2 branco peão · f2 branco peão · g2 branco peão · h2 branco peão · a1 branco torre · d1 branco rainha · e1 branco rei · f1 branco bispo · h1 branco torre | a8 preto torre · c8 preto bispo · d8 preto rainha · e8 preto rei · f8 preto bispo · h8 preto torre · a7 preto peão · b7 preto peão · e7 preto peão · f7 preto peão · g7 preto peão · h7 preto peão · c6 preto cavalo · d6 preto peão · f6 preto cavalo · g5 branco bispo · d4 branco cavalo · e4 branco peão · c3 branco cavalo · a2 branco peão · b2 branco peão · c2 branco peão · f2 branco peão · g2 branco peão · h2 branco peão · a1 branco torre · d1 branco rainha · e1 branco rei · f1 branco bispo · h1 branco torre | a8 preto torre · c8 preto bispo · d8 preto rainha · e8 preto rei · f8 preto bispo · h8 preto torre · a7 preto peão · b7 preto peão · e7 preto peão · f7 preto peão · g7 preto peão · h7 preto peão · c6 preto cavalo · d6 preto peão · f6 preto cavalo · g5 branco bispo · d4 branco cavalo · e4 branco peão · c3 branco cavalo · a2 branco peão · b2 branco peão · c2 branco peão · f2 branco peão · g2 branco peão · h2 branco peão · a1 branco torre · d1 branco rainha · e1 branco rei · f1 branco bispo · h1 branco torre | a8 preto torre · c8 preto bispo · d8 preto rainha · e8 preto rei · f8 preto bispo · h8 preto torre · a7 preto peão · b7 preto peão · e7 preto peão · f7 preto peão · g7 preto peão · h7 preto peão · c6 preto cavalo · d6 preto peão · f6 preto cavalo · g5 branco bispo · d4 branco cavalo · e4 branco peão · c3 branco cavalo · a2 branco peão · b2 branco peão · c2 branco peão · f2 branco peão · g2 branco peão · h2 branco peão · a1 branco torre · d1 branco rainha · e1 branco rei · f1 branco bispo · h1 branco torre | a8 preto torre · c8 preto bispo · d8 preto rainha · e8 preto rei · f8 preto bispo · h8 preto torre · a7 preto peão · b7 preto peão · e7 preto peão · f7 preto peão · g7 preto peão · h7 preto peão · c6 preto cavalo · d6 preto peão · f6 preto cavalo · g5 branco bispo · d4 branco cavalo · e4 branco peão · c3 branco cavalo · a2 branco peão · b2 branco peão · c2 branco peão · f2 branco peão · g2 branco peão · h2 branco peão · a1 branco torre · d1 branco rainha · e1 branco rei · f1 branco bispo · h1 branco torre | a8 preto torre · c8 preto bispo · d8 preto rainha · e8 preto rei · f8 preto bispo · h8 preto torre · a7 preto peão · b7 preto peão · e7 preto peão · f7 preto peão · g7 preto peão · h7 preto peão · c6 preto cavalo · d6 preto peão · f6 preto cavalo · g5 branco bispo · d4 branco cavalo · e4 branco peão · c3 branco cavalo · a2 branco peão · b2 branco peão · c2 branco peão · f2 branco peão · g2 branco peão · h2 branco peão · a1 branco torre · d1 branco rainha · e1 branco rei · f1 branco bispo · h1 branco torre | a8 preto torre · c8 preto bispo · d8 preto rainha · e8 preto rei · f8 preto bispo · h8 preto torre · a7 preto peão · b7 preto peão · e7 preto peão · f7 preto peão · g7 preto peão · h7 preto peão · c6 preto cavalo · d6 preto peão · f6 preto cavalo · g5 branco bispo · d4 branco cavalo · e4 branco peão · c3 branco cavalo · a2 branco peão · b2 branco peão · c2 branco peão · f2 branco peão · g2 branco peão · h2 branco peão · a1 branco torre · d1 branco rainha · e1 branco rei · f1 branco bispo · h1 branco torre | 6 |
| 5 | a8 preto torre · c8 preto bispo · d8 preto rainha · e8 preto rei · f8 preto bispo · h8 preto torre · a7 preto peão · b7 preto peão · e7 preto peão · f7 preto peão · g7 preto peão · h7 preto peão · c6 preto cavalo · d6 preto peão · f6 preto cavalo · g5 branco bispo · d4 branco cavalo · e4 branco peão · c3 branco cavalo · a2 branco peão · b2 branco peão · c2 branco peão · f2 branco peão · g2 branco peão · h2 branco peão · a1 branco torre · d1 branco rainha · e1 branco rei · f1 branco bispo · h1 branco torre | a8 preto torre · c8 preto bispo · d8 preto rainha · e8 preto rei · f8 preto bispo · h8 preto torre · a7 preto peão · b7 preto peão · e7 preto peão · f7 preto peão · g7 preto peão · h7 preto peão · c6 preto cavalo · d6 preto peão · f6 preto cavalo · g5 branco bispo · d4 branco cavalo · e4 branco peão · c3 branco cavalo · a2 branco peão · b2 branco peão · c2 branco peão · f2 branco peão · g2 branco peão · h2 branco peão · a1 branco torre · d1 branco rainha · e1 branco rei · f1 branco bispo · h1 branco torre | a8 preto torre · c8 preto bispo · d8 preto rainha · e8 preto rei · f8 preto bispo · h8 preto torre · a7 preto peão · b7 preto peão · e7 preto peão · f7 preto peão · g7 preto peão · h7 preto peão · c6 preto cavalo · d6 preto peão · f6 preto cavalo · g5 branco bispo · d4 branco cavalo · e4 branco peão · c3 branco cavalo · a2 branco peão · b2 branco peão · c2 branco peão · f2 branco peão · g2 branco peão · h2 branco peão · a1 branco torre · d1 branco rainha · e1 branco rei · f1 branco bispo · h1 branco torre | a8 preto torre · c8 preto bispo · d8 preto rainha · e8 preto rei · f8 preto bispo · h8 preto torre · a7 preto peão · b7 preto peão · e7 preto peão · f7 preto peão · g7 preto peão · h7 preto peão · c6 preto cavalo · d6 preto peão · f6 preto cavalo · g5 branco bispo · d4 branco cavalo · e4 branco peão · c3 branco cavalo · a2 branco peão · b2 branco peão · c2 branco peão · f2 branco peão · g2 branco peão · h2 branco peão · a1 branco torre · d1 branco rainha · e1 branco rei · f1 branco bispo · h1 branco torre | a8 preto torre · c8 preto bispo · d8 preto rainha · e8 preto rei · f8 preto bispo · h8 preto torre · a7 preto peão · b7 preto peão · e7 preto peão · f7 preto peão · g7 preto peão · h7 preto peão · c6 preto cavalo · d6 preto peão · f6 preto cavalo · g5 branco bispo · d4 branco cavalo · e4 branco peão · c3 branco cavalo · a2 branco peão · b2 branco peão · c2 branco peão · f2 branco peão · g2 branco peão · h2 branco peão · a1 branco torre · d1 branco rainha · e1 branco rei · f1 branco bispo · h1 branco torre | a8 preto torre · c8 preto bispo · d8 preto rainha · e8 preto rei · f8 preto bispo · h8 preto torre · a7 preto peão · b7 preto peão · e7 preto peão · f7 preto peão · g7 preto peão · h7 preto peão · c6 preto cavalo · d6 preto peão · f6 preto cavalo · g5 branco bispo · d4 branco cavalo · e4 branco peão · c3 branco cavalo · a2 branco peão · b2 branco peão · c2 branco peão · f2 branco peão · g2 branco peão · h2 branco peão · a1 branco torre · d1 branco rainha · e1 branco rei · f1 branco bispo · h1 branco torre | a8 preto torre · c8 preto bispo · d8 preto rainha · e8 preto rei · f8 preto bispo · h8 preto torre · a7 preto peão · b7 preto peão · e7 preto peão · f7 preto peão · g7 preto peão · h7 preto peão · c6 preto cavalo · d6 preto peão · f6 preto cavalo · g5 branco bispo · d4 branco cavalo · e4 branco peão · c3 branco cavalo · a2 branco peão · b2 branco peão · c2 branco peão · f2 branco peão · g2 branco peão · h2 branco peão · a1 branco torre · d1 branco rainha · e1 branco rei · f1 branco bispo · h1 branco torre | a8 preto torre · c8 preto bispo · d8 preto rainha · e8 preto rei · f8 preto bispo · h8 preto torre · a7 preto peão · b7 preto peão · e7 preto peão · f7 preto peão · g7 preto peão · h7 preto peão · c6 preto cavalo · d6 preto peão · f6 preto cavalo · g5 branco bispo · d4 branco cavalo · e4 branco peão · c3 branco cavalo · a2 branco peão · b2 branco peão · c2 branco peão · f2 branco peão · g2 branco peão · h2 branco peão · a1 branco torre · d1 branco rainha · e1 branco rei · f1 branco bispo · h1 branco torre | 5 |
| 4 | a8 preto torre · c8 preto bispo · d8 preto rainha · e8 preto rei · f8 preto bispo · h8 preto torre · a7 preto peão · b7 preto peão · e7 preto peão · f7 preto peão · g7 preto peão · h7 preto peão · c6 preto cavalo · d6 preto peão · f6 preto cavalo · g5 branco bispo · d4 branco cavalo · e4 branco peão · c3 branco cavalo · a2 branco peão · b2 branco peão · c2 branco peão · f2 branco peão · g2 branco peão · h2 branco peão · a1 branco torre · d1 branco rainha · e1 branco rei · f1 branco bispo · h1 branco torre | a8 preto torre · c8 preto bispo · d8 preto rainha · e8 preto rei · f8 preto bispo · h8 preto torre · a7 preto peão · b7 preto peão · e7 preto peão · f7 preto peão · g7 preto peão · h7 preto peão · c6 preto cavalo · d6 preto peão · f6 preto cavalo · g5 branco bispo · d4 branco cavalo · e4 branco peão · c3 branco cavalo · a2 branco peão · b2 branco peão · c2 branco peão · f2 branco peão · g2 branco peão · h2 branco peão · a1 branco torre · d1 branco rainha · e1 branco rei · f1 branco bispo · h1 branco torre | a8 preto torre · c8 preto bispo · d8 preto rainha · e8 preto rei · f8 preto bispo · h8 preto torre · a7 preto peão · b7 preto peão · e7 preto peão · f7 preto peão · g7 preto peão · h7 preto peão · c6 preto cavalo · d6 preto peão · f6 preto cavalo · g5 branco bispo · d4 branco cavalo · e4 branco peão · c3 branco cavalo · a2 branco peão · b2 branco peão · c2 branco peão · f2 branco peão · g2 branco peão · h2 branco peão · a1 branco torre · d1 branco rainha · e1 branco rei · f1 branco bispo · h1 branco torre | a8 preto torre · c8 preto bispo · d8 preto rainha · e8 preto rei · f8 preto bispo · h8 preto torre · a7 preto peão · b7 preto peão · e7 preto peão · f7 preto peão · g7 preto peão · h7 preto peão · c6 preto cavalo · d6 preto peão · f6 preto cavalo · g5 branco bispo · d4 branco cavalo · e4 branco peão · c3 branco cavalo · a2 branco peão · b2 branco peão · c2 branco peão · f2 branco peão · g2 branco peão · h2 branco peão · a1 branco torre · d1 branco rainha · e1 branco rei · f1 branco bispo · h1 branco torre | a8 preto torre · c8 preto bispo · d8 preto rainha · e8 preto rei · f8 preto bispo · h8 preto torre · a7 preto peão · b7 preto peão · e7 preto peão · f7 preto peão · g7 preto peão · h7 preto peão · c6 preto cavalo · d6 preto peão · f6 preto cavalo · g5 branco bispo · d4 branco cavalo · e4 branco peão · c3 branco cavalo · a2 branco peão · b2 branco peão · c2 branco peão · f2 branco peão · g2 branco peão · h2 branco peão · a1 branco torre · d1 branco rainha · e1 branco rei · f1 branco bispo · h1 branco torre | a8 preto torre · c8 preto bispo · d8 preto rainha · e8 preto rei · f8 preto bispo · h8 preto torre · a7 preto peão · b7 preto peão · e7 preto peão · f7 preto peão · g7 preto peão · h7 preto peão · c6 preto cavalo · d6 preto peão · f6 preto cavalo · g5 branco bispo · d4 branco cavalo · e4 branco peão · c3 branco cavalo · a2 branco peão · b2 branco peão · c2 branco peão · f2 branco peão · g2 branco peão · h2 branco peão · a1 branco torre · d1 branco rainha · e1 branco rei · f1 branco bispo · h1 branco torre | a8 preto torre · c8 preto bispo · d8 preto rainha · e8 preto rei · f8 preto bispo · h8 preto torre · a7 preto peão · b7 preto peão · e7 preto peão · f7 preto peão · g7 preto peão · h7 preto peão · c6 preto cavalo · d6 preto peão · f6 preto cavalo · g5 branco bispo · d4 branco cavalo · e4 branco peão · c3 branco cavalo · a2 branco peão · b2 branco peão · c2 branco peão · f2 branco peão · g2 branco peão · h2 branco peão · a1 branco torre · d1 branco rainha · e1 branco rei · f1 branco bispo · h1 branco torre | a8 preto torre · c8 preto bispo · d8 preto rainha · e8 preto rei · f8 preto bispo · h8 preto torre · a7 preto peão · b7 preto peão · e7 preto peão · f7 preto peão · g7 preto peão · h7 preto peão · c6 preto cavalo · d6 preto peão · f6 preto cavalo · g5 branco bispo · d4 branco cavalo · e4 branco peão · c3 branco cavalo · a2 branco peão · b2 branco peão · c2 branco peão · f2 branco peão · g2 branco peão · h2 branco peão · a1 branco torre · d1 branco rainha · e1 branco rei · f1 branco bispo · h1 branco torre | 4 |
| 3 | a8 preto torre · c8 preto bispo · d8 preto rainha · e8 preto rei · f8 preto bispo · h8 preto torre · a7 preto peão · b7 preto peão · e7 preto peão · f7 preto peão · g7 preto peão · h7 preto peão · c6 preto cavalo · d6 preto peão · f6 preto cavalo · g5 branco bispo · d4 branco cavalo · e4 branco peão · c3 branco cavalo · a2 branco peão · b2 branco peão · c2 branco peão · f2 branco peão · g2 branco peão · h2 branco peão · a1 branco torre · d1 branco rainha · e1 branco rei · f1 branco bispo · h1 branco torre | a8 preto torre · c8 preto bispo · d8 preto rainha · e8 preto rei · f8 preto bispo · h8 preto torre · a7 preto peão · b7 preto peão · e7 preto peão · f7 preto peão · g7 preto peão · h7 preto peão · c6 preto cavalo · d6 preto peão · f6 preto cavalo · g5 branco bispo · d4 branco cavalo · e4 branco peão · c3 branco cavalo · a2 branco peão · b2 branco peão · c2 branco peão · f2 branco peão · g2 branco peão · h2 branco peão · a1 branco torre · d1 branco rainha · e1 branco rei · f1 branco bispo · h1 branco torre | a8 preto torre · c8 preto bispo · d8 preto rainha · e8 preto rei · f8 preto bispo · h8 preto torre · a7 preto peão · b7 preto peão · e7 preto peão · f7 preto peão · g7 preto peão · h7 preto peão · c6 preto cavalo · d6 preto peão · f6 preto cavalo · g5 branco bispo · d4 branco cavalo · e4 branco peão · c3 branco cavalo · a2 branco peão · b2 branco peão · c2 branco peão · f2 branco peão · g2 branco peão · h2 branco peão · a1 branco torre · d1 branco rainha · e1 branco rei · f1 branco bispo · h1 branco torre | a8 preto torre · c8 preto bispo · d8 preto rainha · e8 preto rei · f8 preto bispo · h8 preto torre · a7 preto peão · b7 preto peão · e7 preto peão · f7 preto peão · g7 preto peão · h7 preto peão · c6 preto cavalo · d6 preto peão · f6 preto cavalo · g5 branco bispo · d4 branco cavalo · e4 branco peão · c3 branco cavalo · a2 branco peão · b2 branco peão · c2 branco peão · f2 branco peão · g2 branco peão · h2 branco peão · a1 branco torre · d1 branco rainha · e1 branco rei · f1 branco bispo · h1 branco torre | a8 preto torre · c8 preto bispo · d8 preto rainha · e8 preto rei · f8 preto bispo · h8 preto torre · a7 preto peão · b7 preto peão · e7 preto peão · f7 preto peão · g7 preto peão · h7 preto peão · c6 preto cavalo · d6 preto peão · f6 preto cavalo · g5 branco bispo · d4 branco cavalo · e4 branco peão · c3 branco cavalo · a2 branco peão · b2 branco peão · c2 branco peão · f2 branco peão · g2 branco peão · h2 branco peão · a1 branco torre · d1 branco rainha · e1 branco rei · f1 branco bispo · h1 branco torre | a8 preto torre · c8 preto bispo · d8 preto rainha · e8 preto rei · f8 preto bispo · h8 preto torre · a7 preto peão · b7 preto peão · e7 preto peão · f7 preto peão · g7 preto peão · h7 preto peão · c6 preto cavalo · d6 preto peão · f6 preto cavalo · g5 branco bispo · d4 branco cavalo · e4 branco peão · c3 branco cavalo · a2 branco peão · b2 branco peão · c2 branco peão · f2 branco peão · g2 branco peão · h2 branco peão · a1 branco torre · d1 branco rainha · e1 branco rei · f1 branco bispo · h1 branco torre | a8 preto torre · c8 preto bispo · d8 preto rainha · e8 preto rei · f8 preto bispo · h8 preto torre · a7 preto peão · b7 preto peão · e7 preto peão · f7 preto peão · g7 preto peão · h7 preto peão · c6 preto cavalo · d6 preto peão · f6 preto cavalo · g5 branco bispo · d4 branco cavalo · e4 branco peão · c3 branco cavalo · a2 branco peão · b2 branco peão · c2 branco peão · f2 branco peão · g2 branco peão · h2 branco peão · a1 branco torre · d1 branco rainha · e1 branco rei · f1 branco bispo · h1 branco torre | a8 preto torre · c8 preto bispo · d8 preto rainha · e8 preto rei · f8 preto bispo · h8 preto torre · a7 preto peão · b7 preto peão · e7 preto peão · f7 preto peão · g7 preto peão · h7 preto peão · c6 preto cavalo · d6 preto peão · f6 preto cavalo · g5 branco bispo · d4 branco cavalo · e4 branco peão · c3 branco cavalo · a2 branco peão · b2 branco peão · c2 branco peão · f2 branco peão · g2 branco peão · h2 branco peão · a1 branco torre · d1 branco rainha · e1 branco rei · f1 branco bispo · h1 branco torre | 3 |
| 2 | a8 preto torre · c8 preto bispo · d8 preto rainha · e8 preto rei · f8 preto bispo · h8 preto torre · a7 preto peão · b7 preto peão · e7 preto peão · f7 preto peão · g7 preto peão · h7 preto peão · c6 preto cavalo · d6 preto peão · f6 preto cavalo · g5 branco bispo · d4 branco cavalo · e4 branco peão · c3 branco cavalo · a2 branco peão · b2 branco peão · c2 branco peão · f2 branco peão · g2 branco peão · h2 branco peão · a1 branco torre · d1 branco rainha · e1 branco rei · f1 branco bispo · h1 branco torre | a8 preto torre · c8 preto bispo · d8 preto rainha · e8 preto rei · f8 preto bispo · h8 preto torre · a7 preto peão · b7 preto peão · e7 preto peão · f7 preto peão · g7 preto peão · h7 preto peão · c6 preto cavalo · d6 preto peão · f6 preto cavalo · g5 branco bispo · d4 branco cavalo · e4 branco peão · c3 branco cavalo · a2 branco peão · b2 branco peão · c2 branco peão · f2 branco peão · g2 branco peão · h2 branco peão · a1 branco torre · d1 branco rainha · e1 branco rei · f1 branco bispo · h1 branco torre | a8 preto torre · c8 preto bispo · d8 preto rainha · e8 preto rei · f8 preto bispo · h8 preto torre · a7 preto peão · b7 preto peão · e7 preto peão · f7 preto peão · g7 preto peão · h7 preto peão · c6 preto cavalo · d6 preto peão · f6 preto cavalo · g5 branco bispo · d4 branco cavalo · e4 branco peão · c3 branco cavalo · a2 branco peão · b2 branco peão · c2 branco peão · f2 branco peão · g2 branco peão · h2 branco peão · a1 branco torre · d1 branco rainha · e1 branco rei · f1 branco bispo · h1 branco torre | a8 preto torre · c8 preto bispo · d8 preto rainha · e8 preto rei · f8 preto bispo · h8 preto torre · a7 preto peão · b7 preto peão · e7 preto peão · f7 preto peão · g7 preto peão · h7 preto peão · c6 preto cavalo · d6 preto peão · f6 preto cavalo · g5 branco bispo · d4 branco cavalo · e4 branco peão · c3 branco cavalo · a2 branco peão · b2 branco peão · c2 branco peão · f2 branco peão · g2 branco peão · h2 branco peão · a1 branco torre · d1 branco rainha · e1 branco rei · f1 branco bispo · h1 branco torre | a8 preto torre · c8 preto bispo · d8 preto rainha · e8 preto rei · f8 preto bispo · h8 preto torre · a7 preto peão · b7 preto peão · e7 preto peão · f7 preto peão · g7 preto peão · h7 preto peão · c6 preto cavalo · d6 preto peão · f6 preto cavalo · g5 branco bispo · d4 branco cavalo · e4 branco peão · c3 branco cavalo · a2 branco peão · b2 branco peão · c2 branco peão · f2 branco peão · g2 branco peão · h2 branco peão · a1 branco torre · d1 branco rainha · e1 branco rei · f1 branco bispo · h1 branco torre | a8 preto torre · c8 preto bispo · d8 preto rainha · e8 preto rei · f8 preto bispo · h8 preto torre · a7 preto peão · b7 preto peão · e7 preto peão · f7 preto peão · g7 preto peão · h7 preto peão · c6 preto cavalo · d6 preto peão · f6 preto cavalo · g5 branco bispo · d4 branco cavalo · e4 branco peão · c3 branco cavalo · a2 branco peão · b2 branco peão · c2 branco peão · f2 branco peão · g2 branco peão · h2 branco peão · a1 branco torre · d1 branco rainha · e1 branco rei · f1 branco bispo · h1 branco torre | a8 preto torre · c8 preto bispo · d8 preto rainha · e8 preto rei · f8 preto bispo · h8 preto torre · a7 preto peão · b7 preto peão · e7 preto peão · f7 preto peão · g7 preto peão · h7 preto peão · c6 preto cavalo · d6 preto peão · f6 preto cavalo · g5 branco bispo · d4 branco cavalo · e4 branco peão · c3 branco cavalo · a2 branco peão · b2 branco peão · c2 branco peão · f2 branco peão · g2 branco peão · h2 branco peão · a1 branco torre · d1 branco rainha · e1 branco rei · f1 branco bispo · h1 branco torre | a8 preto torre · c8 preto bispo · d8 preto rainha · e8 preto rei · f8 preto bispo · h8 preto torre · a7 preto peão · b7 preto peão · e7 preto peão · f7 preto peão · g7 preto peão · h7 preto peão · c6 preto cavalo · d6 preto peão · f6 preto cavalo · g5 branco bispo · d4 branco cavalo · e4 branco peão · c3 branco cavalo · a2 branco peão · b2 branco peão · c2 branco peão · f2 branco peão · g2 branco peão · h2 branco peão · a1 branco torre · d1 branco rainha · e1 branco rei · f1 branco bispo · h1 branco torre | 2 |
| 1 | a8 preto torre · c8 preto bispo · d8 preto rainha · e8 preto rei · f8 preto bispo · h8 preto torre · a7 preto peão · b7 preto peão · e7 preto peão · f7 preto peão · g7 preto peão · h7 preto peão · c6 preto cavalo · d6 preto peão · f6 preto cavalo · g5 branco bispo · d4 branco cavalo · e4 branco peão · c3 branco cavalo · a2 branco peão · b2 branco peão · c2 branco peão · f2 branco peão · g2 branco peão · h2 branco peão · a1 branco torre · d1 branco rainha · e1 branco rei · f1 branco bispo · h1 branco torre | a8 preto torre · c8 preto bispo · d8 preto rainha · e8 preto rei · f8 preto bispo · h8 preto torre · a7 preto peão · b7 preto peão · e7 preto peão · f7 preto peão · g7 preto peão · h7 preto peão · c6 preto cavalo · d6 preto peão · f6 preto cavalo · g5 branco bispo · d4 branco cavalo · e4 branco peão · c3 branco cavalo · a2 branco peão · b2 branco peão · c2 branco peão · f2 branco peão · g2 branco peão · h2 branco peão · a1 branco torre · d1 branco rainha · e1 branco rei · f1 branco bispo · h1 branco torre | a8 preto torre · c8 preto bispo · d8 preto rainha · e8 preto rei · f8 preto bispo · h8 preto torre · a7 preto peão · b7 preto peão · e7 preto peão · f7 preto peão · g7 preto peão · h7 preto peão · c6 preto cavalo · d6 preto peão · f6 preto cavalo · g5 branco bispo · d4 branco cavalo · e4 branco peão · c3 branco cavalo · a2 branco peão · b2 branco peão · c2 branco peão · f2 branco peão · g2 branco peão · h2 branco peão · a1 branco torre · d1 branco rainha · e1 branco rei · f1 branco bispo · h1 branco torre | a8 preto torre · c8 preto bispo · d8 preto rainha · e8 preto rei · f8 preto bispo · h8 preto torre · a7 preto peão · b7 preto peão · e7 preto peão · f7 preto peão · g7 preto peão · h7 preto peão · c6 preto cavalo · d6 preto peão · f6 preto cavalo · g5 branco bispo · d4 branco cavalo · e4 branco peão · c3 branco cavalo · a2 branco peão · b2 branco peão · c2 branco peão · f2 branco peão · g2 branco peão · h2 branco peão · a1 branco torre · d1 branco rainha · e1 branco rei · f1 branco bispo · h1 branco torre | a8 preto torre · c8 preto bispo · d8 preto rainha · e8 preto rei · f8 preto bispo · h8 preto torre · a7 preto peão · b7 preto peão · e7 preto peão · f7 preto peão · g7 preto peão · h7 preto peão · c6 preto cavalo · d6 preto peão · f6 preto cavalo · g5 branco bispo · d4 branco cavalo · e4 branco peão · c3 branco cavalo · a2 branco peão · b2 branco peão · c2 branco peão · f2 branco peão · g2 branco peão · h2 branco peão · a1 branco torre · d1 branco rainha · e1 branco rei · f1 branco bispo · h1 branco torre | a8 preto torre · c8 preto bispo · d8 preto rainha · e8 preto rei · f8 preto bispo · h8 preto torre · a7 preto peão · b7 preto peão · e7 preto peão · f7 preto peão · g7 preto peão · h7 preto peão · c6 preto cavalo · d6 preto peão · f6 preto cavalo · g5 branco bispo · d4 branco cavalo · e4 branco peão · c3 branco cavalo · a2 branco peão · b2 branco peão · c2 branco peão · f2 branco peão · g2 branco peão · h2 branco peão · a1 branco torre · d1 branco rainha · e1 branco rei · f1 branco bispo · h1 branco torre | a8 preto torre · c8 preto bispo · d8 preto rainha · e8 preto rei · f8 preto bispo · h8 preto torre · a7 preto peão · b7 preto peão · e7 preto peão · f7 preto peão · g7 preto peão · h7 preto peão · c6 preto cavalo · d6 preto peão · f6 preto cavalo · g5 branco bispo · d4 branco cavalo · e4 branco peão · c3 branco cavalo · a2 branco peão · b2 branco peão · c2 branco peão · f2 branco peão · g2 branco peão · h2 branco peão · a1 branco torre · d1 branco rainha · e1 branco rei · f1 branco bispo · h1 branco torre | a8 preto torre · c8 preto bispo · d8 preto rainha · e8 preto rei · f8 preto bispo · h8 preto torre · a7 preto peão · b7 preto peão · e7 preto peão · f7 preto peão · g7 preto peão · h7 preto peão · c6 preto cavalo · d6 preto peão · f6 preto cavalo · g5 branco bispo · d4 branco cavalo · e4 branco peão · c3 branco cavalo · a2 branco peão · b2 branco peão · c2 branco peão · f2 branco peão · g2 branco peão · h2 branco peão · a1 branco torre · d1 branco rainha · e1 branco rei · f1 branco bispo · h1 branco torre | 1 |
|   | a | b | c | d | e | f | g | h |   |

Vsevolod Alfredovich Rauzer (1908 - 1941, Leningrado) foi um Mestre ucraniano-soviético de xadrez, primariamente conhecido por suas contribuições para a teoria da abertura do xadrez, especialmente o da Defesa Siciliana. A variação Richter-Rauzer da Defesa Siciliana é nomeada em sua homenagem, bem como o do alemão Kurt Richter.
Rauzer empatou em primeiro lugar no Campeonato de Xadrez Ucraniano, em conjunto com Alexey Selezniev. Em 1933, foi o campeão conjunto da Ucrânia. Ficou em sexto em Leningrado 1933, no oitavo Campeonato de Xadrez Soviético, vencido pelo futuro campeão mundial Mikhail Botvinnik. Rauzer ficou em quinto em Leningrado 1935, vencido por Vasily Panov, e ficou em primeiro, em conjunto com Vitaly Chekhover, em Stalingrado 1936.